# Pchela (Krasnodar)
Pchela (del ruso: Пчела) es un posiólok del raión de Novokubansk, en el krai de Krasnodar de Rusia. Está situado en las llanuras enmarcadas entre las vertientes septentrionales del Cáucaso Norte y la orilla occidental del río Kubán, 19 km al sureste de Novokubansk y 154 km al este de Krasnodar. Tenía 14 habitantes en 2010.
Pertenece al municipio Novoselskoye.

## Historia
La localidad fue fundada en 1952.